# 仙台市營巴士
仙台市營巴士（日语：仙台市営バス）是仙台市交通局運營的公營巴士路線。仙台市營巴士於1919年開始營業，在1942年由私營改為公營。現在仙台市營巴士在仙台市中心地區的票價統一為100日元，但乘車超過市中心區域的話就會加價。和仙台市地下鐵同時乘坐時可享有折扣。